# إبراهيم بن الحسين بن علي بن محمد بن الوليد
إبراهيم بن الحسين بن علي بن محمد بن الوليد كان الداعي المطلق الطيبي الإسماعيلي الحادي عشر في اليمن، من عام 1287 حتى وفاته عام 1328.

## الحياة
كان إبراهيم أحد أفراد عائلة بني الوليد الأنف، التي سيطرت على منصب الداعي المطلق بشكل مستمر تقريبًا في الفترة من القرن الثالث عشر إلى أوائل القرن السادس عشر. كان ابن الداعي الثامن الحسين بن علي، وشقيق الداعي التاسع علي بن الحسين. نقل إبراهيم مقره من صنعاء إلى قلعة عفيضة، وفي عام 1325 استولى على بلدة كوكبان، حيث بدأ في جمع القوات العسكرية لمقاومة الأئمة الزيديين.
وخلف محمد بن حاتم (1327-1328)، ثم خلفه بدوره ابن إبراهيم علي شمس الدين الأول.

## القبر
وقد ظلت قبورهم، إلى جانب قبور الداعي الثاني عشر والثالث عشر، مخفية وغير معروفة حتى وقت قريب، خوفًا من تدمير السلطات السنية لهم. حيث حددتها السلطات الأثرية في اليمن، إلى جانب البهرة الداوديين الذين يعيشون هناك، في حصن عفيصة؛ إذ كشف مفضل سيف الدين، الداعي المطلق الثالث والخمسون، في 25 تشرين الثاني 2018 عن وجودها.[بحاجة لمصدر]

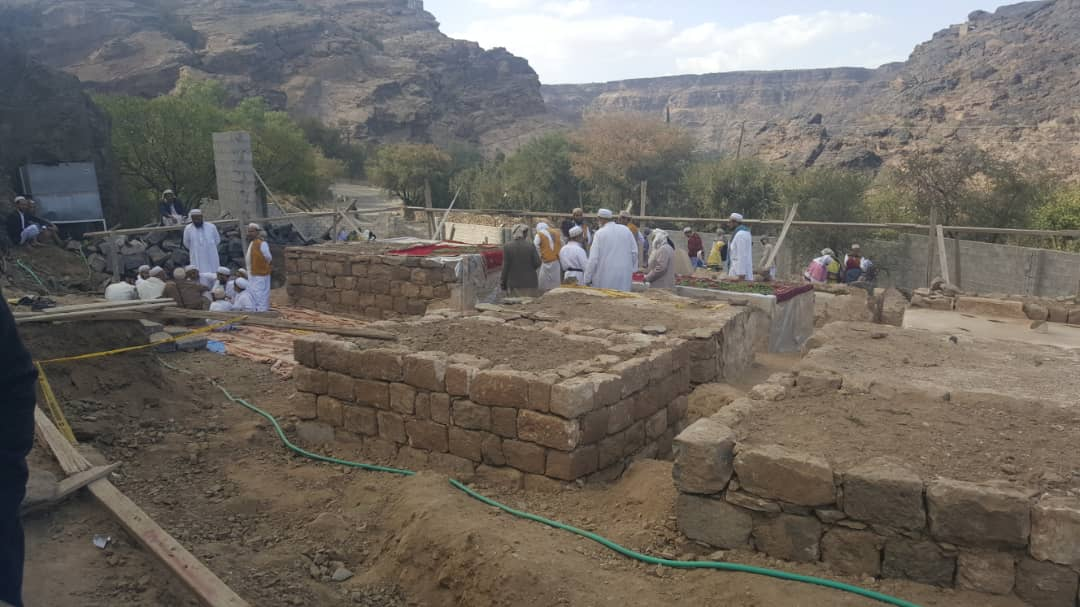
اكتشاف قبور الدعاة الثلاثة في حصن عفيضة
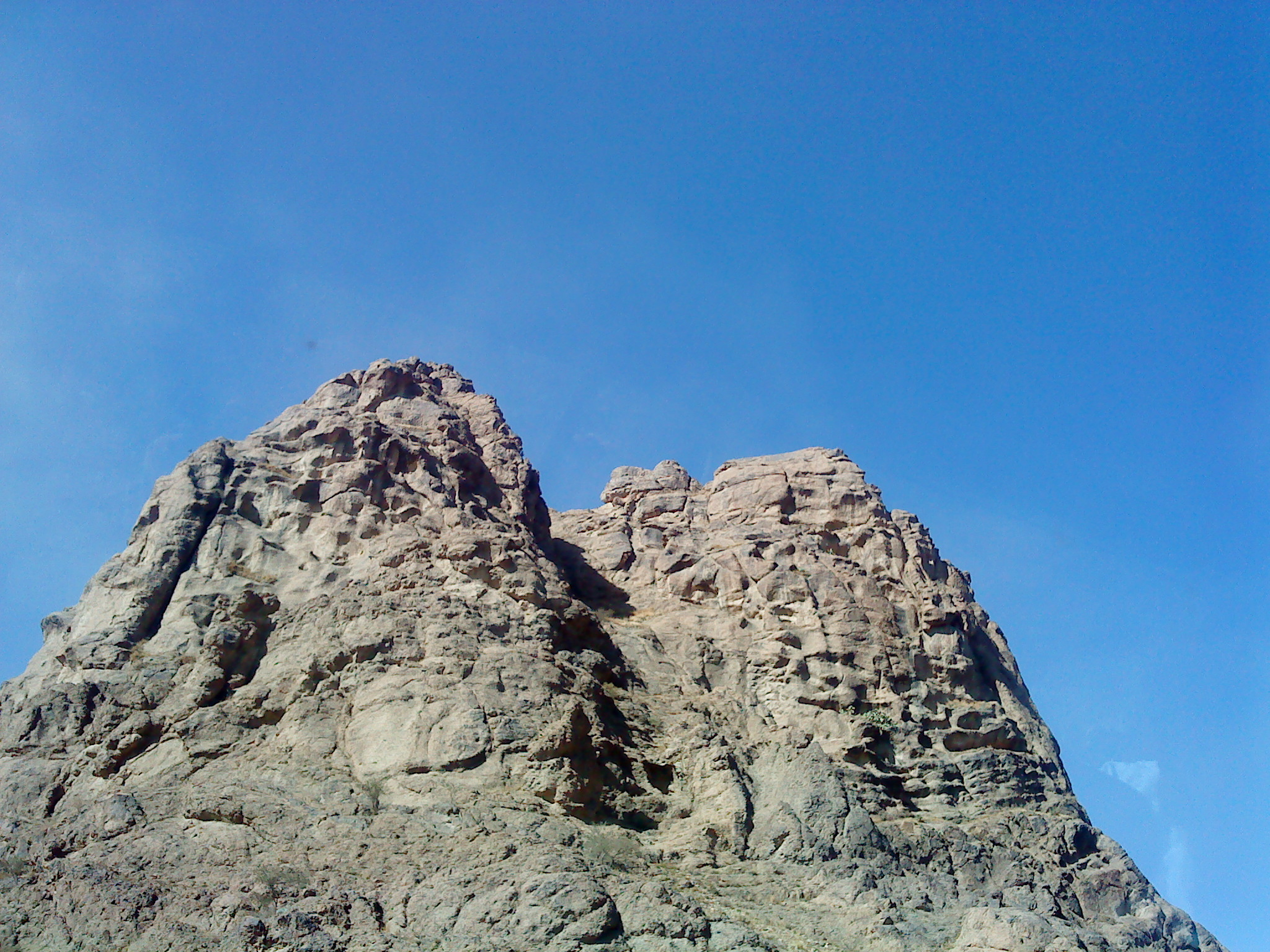
جبل حصن عفيضة، بالقرب من المحاريق، صنعاء، حيث تقع قبور الداعي الحادي عشر والثاني عشر والثالث عشر والخامس عشر.
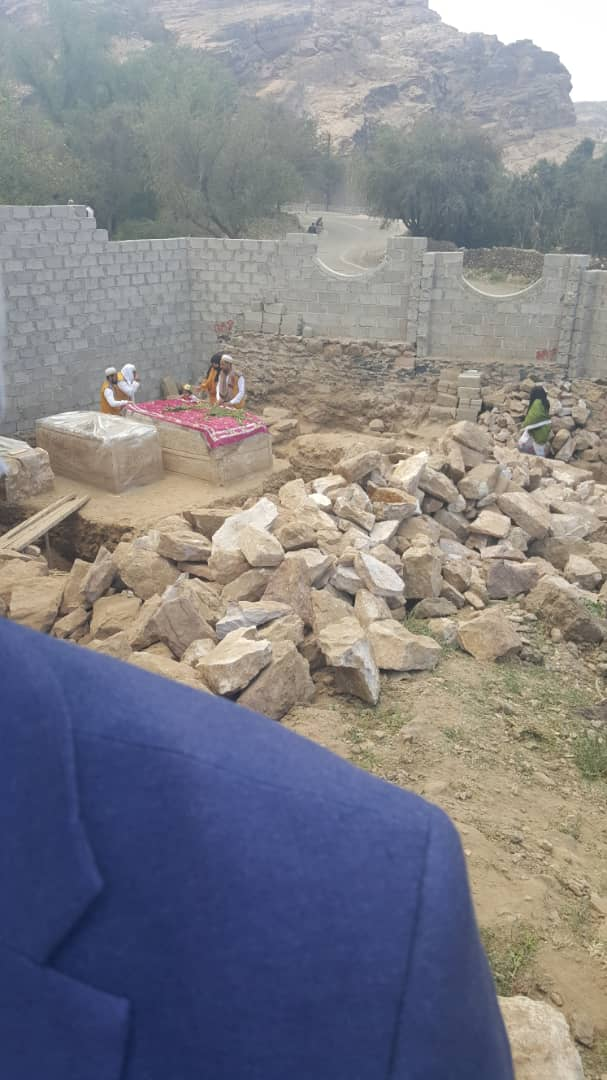
منظر آخر للقبور